# Szkoła Podstawowa im. Antoniego Abrahama w Połczynie
Szkoła Podstawowa im. Antoniego Abrahama w Połczynie – publiczna szkoła podstawowa założona w 1750 roku w Połczynie, w gminie Puck. Mieści się w budynku przy ul. Szkolnej 21, posiada oddział przedszkolny i oddział integracyjny.

## Ważniejsze daty z historii szkoły
- 1750 – początek działalności szkoły.
- Od 1 czerwca 1910 do 30 września 1911 nauczycielem był Konrad Żelazny, późniejszy major Wojska Polskiego i kawaler Orderu Virtuti Militari.
- 15 lutego 1958 – oddanie do użytku nowego budynku szkolnego.
- 18 maja 1967 – nadanie szkole imienia Antoniego Abrahama.
- 19 października 2007 – przekazanie sztandaru szkolnego.[3]

## Znani absolwenci
- Weronika Korthals – wokalistka i kompozytorka[4]